# Läuferendspiel
Als Läuferendspiel werden beim Schach die Endspiele bezeichnet, in denen neben den Königen nur noch ein oder mehrere Läufer und mindestens ein Bauer vorhanden sind. Bei Läuferendspielen mit je einem schwarzen und einem weißen Läufer unterscheidet man gleichfarbige und ungleichfarbige Läuferendspiele. Im ersten Fall ist die Felderfarbe beider Läufer gleich, im zweiten Fall ist sie unterschiedlich.
- Bei gleichfarbigen Läufern ist es von Vorteil, gegnerische Bauern durch einander blockierende Bauernpaare auf der Felderfarbe des gegnerischen Läufers festzulegen. Dort können sie vom eigenen Läufer angegriffen werden und schränken den Bewegungsspielraum des gegnerischen Läufers ein.
- Bei ungleichfarbigen Läufern reichen mitunter selbst zwei Mehrbauern nicht zum Partiegewinn, wenn die verteidigende Partei sie auf Feldern der Farbe ihres Läufers blockieren kann.

Zur Mattführung mit zwei Läufern gegen den alleinstehenden König: siehe Elementare Mattführung.

## Der „falsche“ Läufer
Fast immer ist das Endspiel König, Läufer und Bauer gegen König gewonnen. Eine wichtige Ausnahme bildet der Randbauer mit dem sogenannten falschen Läufer. Das ist ein Läufer, der das Umwandlungsfeld seines Randbauern nicht kontrolliert. Kann der verteidigende König in dieser Situation das Umwandlungsfeld oder eins der drei Nachbarfelder besetzen, so kann die Läuferpartei nicht gewinnen, da eine Annäherung ihres Königs höchstens zum Patt führt.
Dieses Motiv bildet die Grundlage zahlreicher Remiskombinationen in der Turnierpraxis.
|   | a | b | c | d | e | f | g | h |   |
| 8 |   |   |   |   |   |   |   |   | 8 |
| 7 |   |   |   |   |   |   |   |   | 7 |
| 6 |   |   |   |   |   |   |   |   | 6 |
| 5 |   |   |   |   |   |   |   |   | 5 |
| 4 |   |   |   |   |   |   |   |   | 4 |
| 3 |   |   |   |   |   |   |   |   | 3 |
| 2 |   |   |   |   |   |   |   |   | 2 |
| 1 |   |   |   |   |   |   |   |   | 1 |
|   | a | b | c | d | e | f | g | h |   |

In dieser Stellung Gioacchino Grecos aus dem 17. Jahrhundert hat Weiß zwei Bauern mehr. Schwarz wickelt jedoch zum Remis ab, indem er seinen Läufer opfert.
1. … Lf5–h3 2. g2xh3

führt zu einem Endspiel, das Weiß nicht gewinnen kann. Seine beiden Bauern befinden sich auf der h-Linie. Der schwarze König begibt sich zum Umwandlungsfeld und pendelt einfach zwischen h8 und einem Nachbarfeld.
Schlägt Weiß den Läufer nicht, so gibt sich der schwarze Läufer im nächsten Zug selbst für den weißen g-Bauern her. Auch dann verbleibt Weiß mit dem falschen Läufer, und das Spiel endet Remis.

## Bauern gegen Läufer

### Verbundene Bauern
Der Läufer hält in der Regel gegen zwei verbundene Bauern Remis, wenn sein König nicht sehr weit von den Bauern entfernt steht. Der Läufer muss sich früher oder später gegen einen der Bauern opfern, sein König muss dann nah genug sein, um das entstehende Bauernendspiel remis zu halten.
Nachfolgendes Beispiel zeigt eine Studie, in welcher der Läufer allein sechs Bauern aufhalten kann.
|   | a | b | c | d | e | f | g | h |   |
| 8 |   |   |   |   |   |   |   |   | 8 |
| 7 |   |   |   |   |   |   |   |   | 7 |
| 6 |   |   |   |   |   |   |   |   | 6 |
| 5 |   |   |   |   |   |   |   |   | 5 |
| 4 |   |   |   |   |   |   |   |   | 4 |
| 3 |   |   |   |   |   |   |   |   | 3 |
| 2 |   |   |   |   |   |   |   |   | 2 |
| 1 |   |   |   |   |   |   |   |   | 1 |
|   | a | b | c | d | e | f | g | h |   |

Lösung:

1. Lh3–d7+ Ka4–a3

2. Ld7–c6 Ka3–a2

3. Kc3–c2 a7–a6

4. Lc6–h1 Die schwarzen Bauern kommen nicht zur Umwandlung, remis.

Tarrasch illustriert in seiner Studie einen selten vorkommenden Gewinn der Bauern mit Unterstützung des Königs.

### Vereinzelte Bauern
Steht der König der Läuferpartei vor einem der Bauern, so ist das Remis klar. Bei weit entfernt stehenden Königen kann der Läufer in der Regel gegen zwei – oder mehr – vereinzelte Bauern dann Remis halten, wenn er alle gleichzeitig auf ein und derselben Diagonalen aufhalten kann. Kontrolliert er jedoch die Felder vor jedem Bauern auf verschiedenen Diagonalen, so kann er diesen Spagat nicht lange halten, und die Bauernpartei wird in der Regel gewinnen. Nachfolgendes Beispiel illustriert diese Aspekte:
|   | a | b | c | d | e | f | g | h |   |
| 8 |   |   |   |   |   |   |   |   | 8 |
| 7 |   |   |   |   |   |   |   |   | 7 |
| 6 |   |   |   |   |   |   |   |   | 6 |
| 5 |   |   |   |   |   |   |   |   | 5 |
| 4 |   |   |   |   |   |   |   |   | 4 |
| 3 |   |   |   |   |   |   |   |   | 3 |
| 2 |   |   |   |   |   |   |   |   | 2 |
| 1 |   |   |   |   |   |   |   |   | 1 |
|   | a | b | c | d | e | f | g | h |   |

Lösung:

1. g6! 
 Aber nicht 1. Lf6? f4 2. Kd6 f3 3. Ld4 c3! und der weiße Läufer kann den Spagat nicht halten, Schwarz gewinnt.

1. … f6!?
 Ein interessanter Versuch, denn nach 1. … fxg6 2. Lg5 zeigt sich die weiße Idee: Der Läufer kontrolliert alle schwarzen Bauern auf der Diagonalen c1–h6, Weiß hält Remis.

2. Kd6! 
 Weiß muss genau spielen! Nach dem unvorsichtigen 2. Lxf6? f4 gerät der weiße Läufer wieder in einen Spagat, während der weiße g-Bauer keine Rolle spielt. Schwarz gewinnt.

2. … Kf8!
 Auch Schwarz könnte mit 2. … f4? noch fehlgreifen, denn nach 3. Le7! f3 4. Ke6 f2 5. g7 läuft plötzlich der weiße g-Bauer zur Umwandlung durch.

3. Kd5 und Weiß hat das Remis gesichert: Sein König hat das Quadrat des Bauern f5 erreicht, und der Läufer hält den c-Bauern auf.

## Läufer mit Bauer gegen Bauer
Im Allgemeinen ist diese Materialkonstellation gewonnen für die Läuferpartei. Neben der bekannten Ausnahme Randbauer mit falschem Läufer – der zusätzliche Bauer der verteidigenden Partei spielt in der Regel keine Rolle – gibt es allerdings weitere Ausnahmefälle.
Wenn die verteidigende Partei einen Rand- oder Springerbauern hat, der auf seinem Ausgangsfeld vom gegnerischen Bauern blockiert wird, kann sich der verteidigende König zuweilen in einer Festung verschanzen und so die Niederlage verhindern.
|   | a | b | c | d | e | f | g | h |   |
| 8 |   |   |   |   |   |   |   |   | 8 |
| 7 |   |   |   |   |   |   |   |   | 7 |
| 6 |   |   |   |   |   |   |   |   | 6 |
| 5 |   |   |   |   |   |   |   |   | 5 |
| 4 |   |   |   |   |   |   |   |   | 4 |
| 3 |   |   |   |   |   |   |   |   | 3 |
| 2 |   |   |   |   |   |   |   |   | 2 |
| 1 |   |   |   |   |   |   |   |   | 1 |
|   | a | b | c | d | e | f | g | h |   |

Mit 1. Ke3–f2 bezieht Weiß eine Festung und pendelt mit dem König auf den Feldern f1, f2, g1 und h1. Ein Annäherungsversuch des schwarzen Königs führt bei richtiger weißer Verteidigung zum Patt. Weiß muss lediglich darauf achten, bei der Stellung W:Kg1, S:Kf3, Läufer auf der Diagonalen a8–e4 nicht Kg1–h1? zu ziehen, denn dann setzt Kf3–f2 matt. Kg1–f1 genügt aber zum Remis.
Selbst weitere einander blockierende Bauernpaare auf g3/g4 und f4/f5 oder schwarze Bauern auf der h-Linie ändern die Lage nicht. Aber mit einem zweiten weißfeldrigen Läufer könnte Schwarz gewinnen, indem der zweite Läufer die Diagonale a6–f1 kontrolliert und Kg1–f1 daher nicht möglich ist. Das hat Alexei Troizki mit einer schönen Studie nachgewiesen. Allerdings hat dieser Fall kaum Bedeutung für die Praxis.
Ferner gibt es Fälle mit beiderseitigen Freibauern, in denen der König der Läuferpartei zu weit vom Geschehen entfernt ist, um den eigenen Bauern unterstützen oder den gegnerischen Bauern aufhalten zu können. In solchen Fällen kann mitunter die verteidigende Partei den gegnerischen Freibauern beseitigen, indem sie mit ihrem eigenen Freibauern den Läufer ablenkt. Ein überraschendes Manöver zu diesem Thema zeigt eine Studie von A. und K. Sarytschew.
Es gibt auch Ausnahmen von der Ausnahme: In nachfolgender Stellung gewinnt Weiß, obwohl er den falschen Läufer hat.
|   | a | b | c | d | e | f | g | h |   |
| 8 |   |   |   |   |   |   |   |   | 8 |
| 7 |   |   |   |   |   |   |   |   | 7 |
| 6 |   |   |   |   |   |   |   |   | 6 |
| 5 |   |   |   |   |   |   |   |   | 5 |
| 4 |   |   |   |   |   |   |   |   | 4 |
| 3 |   |   |   |   |   |   |   |   | 3 |
| 2 |   |   |   |   |   |   |   |   | 2 |
| 1 |   |   |   |   |   |   |   |   | 1 |
|   | a | b | c | d | e | f | g | h |   |

Jeder Läuferzug wäre ein entscheidender Tempoverlust, denn der schwarze König erreicht danach die rettende Ecke a8. Ebenfalls verfehlt wäre 1. Kh3–g3? Kf1xg1, weil der weiße König nach dem Schlagen des Bauern a4 nicht mehr den Marsch des schwarzen Königs nach a8 verhindern kann.

Lösung:

  1. Kh3–h2! Kf1–e2

  2. Kh2–g3! Ke2–d3

  3. Kg3–f4! Kd3–c4

  4. Kf4–e5! Kc4–b5

  5. Ke5–d6(5) Kb5–a6

  6. Kd6–c6(7) Nun ist der Weg nach a8 versperrt. Ka6–a5

  7. Kc6–b7! Ka5–b5

  8. Lg1–b6! Kb5–c4

  9. Kb7–c6! Kc4–b3

10. Lb6–c5! Der schwarze Bauer wird erobert, ohne den König nach a8 zu lassen, und die darauf folgende Umwandlung entscheidet das Spiel.

## Gleichfarbige Läuferendspiele
Bei gleichfarbigen Läufern kann ein Mehrbauer entscheidend sein, wichtig für die Stellungseinschätzung ist aber nicht zuletzt die Bauernstruktur und die Stellung der Könige.

### Läufer mit Bauern gegen Läufer
Ein einzelner Mehrbauer genügt oft nicht zum Gewinn. Kann der verteidigende König vor den Bauern gelangen, ist das Remis klar. Nur wenn der Bauer schon auf der sechsten oder siebten Reihe steht und der verteidigende König entfernt von ihm oder hinter ihm ist, gibt es einige Ausnahmefälle, in denen die Bauernpartei gewinnt.
|   | a | b | c | d | e | f | g | h |   |
| 8 |   |   |   |   |   |   |   |   | 8 |
| 7 |   |   |   |   |   |   |   |   | 7 |
| 6 |   |   |   |   |   |   |   |   | 6 |
| 5 |   |   |   |   |   |   |   |   | 5 |
| 4 |   |   |   |   |   |   |   |   | 4 |
| 3 |   |   |   |   |   |   |   |   | 3 |
| 2 |   |   |   |   |   |   |   |   | 2 |
| 1 |   |   |   |   |   |   |   |   | 1 |
|   | a | b | c | d | e | f | g | h |   |

Der spätere Weltmeister Botwinnik akzeptierte an dieser Stelle ein Remisangebot, obwohl er gewinnen konnte:

1. Kc6! Lc8 

2. Lc4! Schwarz ist im Zugzwang 2. … Lg4

3. Kb7! Lf3+

4. Ka7  und das Manöver Lc4–a6–b7 entscheidet die Partie zugunsten von Weiß.

Zwei Mehrbauern reichen fast immer zum Gewinn. Ausnahmefälle kann es geben, falls einer der beiden Bauern ein Randbauer mit falschem Läufer ist. Kann in diesem Fall die verteidigende Partei ihren Läufer gegen den anderen Bauern opfern und mit ihrem König das Umwandlungsfeld des Randbauern erreichen, so hält sie Remis.

### Läufer mit Bauern gegen Läufer mit Bauern
In folgendem Partiebeispiel ist die Stellung zwar materiell ausgeglichen, doch steht der Kampf auf des Messers Schneide, weil beide Parteien über vorgerückte Freibauern verfügen. Um den Sieg kämpft Schwarz, denn seine Bauern sind weiter vorgerückt und er ist am Zug.
|   | a | b | c | d | e | f | g | h |   |
| 8 |   |   |   |   |   |   |   |   | 8 |
| 7 |   |   |   |   |   |   |   |   | 7 |
| 6 |   |   |   |   |   |   |   |   | 6 |
| 5 |   |   |   |   |   |   |   |   | 5 |
| 4 |   |   |   |   |   |   |   |   | 4 |
| 3 |   |   |   |   |   |   |   |   | 3 |
| 2 |   |   |   |   |   |   |   |   | 2 |
| 1 |   |   |   |   |   |   |   |   | 1 |
|   | a | b | c | d | e | f | g | h |   |

Die Partie nahm folgenden Verlauf:
1. … Lh1 Dieser Zug wurde im Schachinformator durch zwei Ausrufezeichen als hervorragend bezeichnet.

2. b5 Nicht 2. Lxh1 g2 3. Lxg2 hxg2 4. a7 g1D 5. a8D Da1+ und Weiß verliert die Dame. 2. … g2 3. b6 Oder 3. a7 g1D 4. a8D Da1+ und gewinnt. 3. … g1D 4. Lxh1 Dxh1 5. b7 Db1 und Weiß gab die Partie auf.
1985 zeigte John Nunn, wie Weiß sich besser verteidigt hätte und wie Schwarz die Diagrammstellung tatsächlich klar hätte gewinnen können. Statt 2. b5 musste Weiß
2. Kb5! versuchen, um dem späteren Spieß auf der a-Linie auszuweichen. Nunns Variante lautet 2. … g2 3. a7 g1D 4. a8D Df1+ 5. Kb6! Df2+ 6. Kc7 Lxb7 7. Dxb7 Dd4! und Schwarz habe immer noch praktische Gewinnchancen, doch klar sei die Sache nicht. Erst Anfang des 21. Jahrhunderts konnte mit Hilfe von Endspieldatenbanken gezeigt werden, dass Schwarz tatsächlich doch auf Gewinn steht.
Hingegen hätte Schwarz in der Diagrammstellung besser seelenruhig
1. … Ke5! gespielt. Weiß braucht noch zwei Tempi zum Vorrücken seines b-Bauern, bevor er tatsächlich etwas droht. Daher führt Schwarz seinen König zur Verteidigung zurück. 2. Kb6 Oder 2. b5 Kd6 3. Kb6 (3. b6 Lc6! und Weiß kommt nicht zur Umwandlung) 3. … Ld5 4. Lxd5 g2 5. a7 g1D+ 6. Kb7 Dg7+ 7. Ka6 Da1+ 8. Kb7 Kxd5 und Schwarz gewinnt. 2. … Le4! jetzt möglich, weil Schwarz seinen g-Bauern mit Schachgebot umwandeln kann. 3. Kc7 3. Lxe4 g2 oder 3. Kb5 Ld3+ oder 3. a7 Lxb7 4. Kxb7 h2 sind hoffnungslos für Weiß. 3. … g2 4. a7 g1D 5. a8D Dg7+ und Schwarz gewinnt mittels Generalabtausch auf b7.
Eine bekannte und schöne Studie von Heuäcker zeigt, wie ein blockierter eigener Bauer einer Partei zum Verhängnis werden kann.

## Ungleichfarbige Läuferendspiele
Bei ungleichfarbigen Läufern endet das Spiel in vielen Fällen Remis, weil die Bauern der stärkeren Partei eine Blockade auf den Feldern des verteidigenden Läufers oft nicht überwinden können.

### Läufer mit Bauern gegen Läufer
Ein einzelner Mehrbauer genügt nicht zum Gewinn, kann er doch in aller Regel leicht vom verteidigenden Läufer kontrolliert werden.
Mitunter reichen auch zwei Mehrbauern nicht zum Gewinn. Sind die Bauern vereinzelt, hat die stärkere Partei größere Gewinnaussichten, denn je mehr Linien zwischen den Freibauern liegen, desto schwieriger ist eine rettende Blockade zu errichten.
|   | a | b | c | d | e | f | g | h |   |
| 8 |   |   |   |   |   |   |   |   | 8 |
| 7 |   |   |   |   |   |   |   |   | 7 |
| 6 |   |   |   |   |   |   |   |   | 6 |
| 5 |   |   |   |   |   |   |   |   | 5 |
| 4 |   |   |   |   |   |   |   |   | 4 |
| 3 |   |   |   |   |   |   |   |   | 3 |
| 2 |   |   |   |   |   |   |   |   | 2 |
| 1 |   |   |   |   |   |   |   |   | 1 |
|   | a | b | c | d | e | f | g | h |   |

Weiß gab die Partie an dieser Stelle auf, obwohl er Remis erreichen konnte:
74. Kd3! Kg4

75. Ke2! Kh3

76. Kf2! ...

Weiß dachte wohl nur an 76. Kf1? Kh2 oder Le3, und die Umwandlung eines der beiden Freibauern ist unvermeidlich.
76. .... Kh2

Oder 76. … g4 77. Kg1! und die Bauern werden auf g2 zuverlässig am Vorankommen gehindert.

77. Kf3! Ld6

78. Lc8!

Weiß blockiert den Vormarsch der Bauern auf g4, Schwarz kommt nicht weiter. Remis!

Dagegen scheitert der Versuch, die Bauern mit dem König von hinten zu halten, auf studienartige Weise:

74. Kd4? Kg4 oder 74. … Lc1 75. Le2+ Kh4! 76. Ke4 Ld6 77. Kf5 g4! 78. Kg6 g3 79. Lf3 Lf8 Zugzwang 80. Ld5 Kg4 81. Le6+ Kf4 82. Lh3 h4! 83. Kh5 Le7! 84. Lg2 Ld8 Wartezug, Zugzwang 85. Lh3 Kf3 und Schwarz gewinnt.

### Läufer mit Bauern gegen Läufer mit Bauern
Im folgenden Partiebeispiel hat Weiß zwar nur einen Mehrbauern, jedoch sind seine beiden Freibauern weit voneinander entfernt und bereits weit vorgerückt, während der schwarze Bauer zunächst keine große Rolle spielt. Es liegt eine auf den ersten Blick ähnliche Situation wie mit zwei Mehrbauern vor.

|   | a | b | c | d | e | f | g | h |   |
| 8 |   |   |   |   |   |   |   |   | 8 |
| 7 |   |   |   |   |   |   |   |   | 7 |
| 6 |   |   |   |   |   |   |   |   | 6 |
| 5 |   |   |   |   |   |   |   |   | 5 |
| 4 |   |   |   |   |   |   |   |   | 4 |
| 3 |   |   |   |   |   |   |   |   | 3 |
| 2 |   |   |   |   |   |   |   |   | 2 |
| 1 |   |   |   |   |   |   |   |   | 1 |
|   | a | b | c | d | e | f | g | h |   |

Schwarz gab die Partie hier auf. Turniersieger Aronjan zeigte jedoch anschließend, wie Schwarz hätte Remis erreichen können:
51. Kf4 h5 Auch 54. … Ke7 55. Lg4 (oder 55. Ke5 h5!=) Kd6 56. f6 Kc7 57. Kf5 Lc5! 58. Kg6 Kb6 59. Le2 Lf8! 60. Kf7 La3 61. Kg7 h5! hält Remis. 52. Ke4 Ke7 53. Kd5 Kd7! 54. f6+ Ke8 55. Le6 h4 und sein h-Bauer sichert Schwarz das Remis.
Schwarz erreicht also Remis, wenn sein Bauer nach h4 vorrückt. Dies kann Weiß zwar verhindern, aber trotzdem nicht gewinnen.
51. Kh5!? Kg7 52. Lg2 Le3 53. Lc6 Kf6 54. Ld7 Ke7 55. Le6 Kf6! 56. Kg4 La7 57. Ld7 Kf7 57. … Ke5? verliert nach 58. Kh5 Le3 59. Kg6+- 58. La4 Kf6 59. Le8 Doch nach 59. … Ke5 kann der weiße König nicht mehr am Damenflügel entscheidend eingreifen.
Remis hält auch 51. … Le3 52. Lg4 Kf7 53. Ld1 Kf6! 54. Lc2 Kf7 55. Kg4 Lg1 56. Ld1 Ke7! Nach 56. … Kf6? 57. Kf4+- kontrolliert der Läufer h5 und sein König kann den a-Bauern entscheidend unterstützen. Der weitere Plan: Der Läufer deckt von g4 aus den Bauern f5, wonach der weiße König nach b7 wandern kann. Auf schwarzes h5 zieht der Läufer nach h3. Attackiert der schwarze König von h4 aus den Läufer, gewinnt Weiß mit dem Bauernzug nach f6. 57. Kf4 Kd6 und der weiße König kommt nicht weiter. Schwarz hält Remis.